# Johann Heinrich Pestalozzi
Johann Heinrich Pestalozzi (ur. 12 stycznia 1746 w Zurychu, zm. 17 lutego 1827 w Brugg) – szwajcarski pedagog i pisarz zwany ojcem szkoły ludowej, twórca pierwszej teorii nauczania początkowego.

## Życiorys
Johann Heinrich Pestalozzi urodził się w 1746 roku w Zurychu w Szwajcarii. Po przedwczesnej śmierci ojca jego wychowaniem i rodzeństwem zajęła się głównie służąca, która jak się później okazało miała na Pestalozziego duży wpływ. Uważa się, iż wyrobiła w nim znaczną wrażliwość społeczną na los innych ludzi.
Pestalozzi po zdobyciu niższego wykształcenia rozpoczął studia w 1761 roku w Collegium Carolinum w Zurychu, najpierw na wydziale teologii, a później na wydziale prawa. W okresie studiów związał się z rewolucyjną ideologią oświecenia francuskiego i nawiązał bliskie stosunki z ugrupowaniami opozycyjnymi. Wstąpił do helweckiego Związku Patriotów, propagując antyfeudalną ideologię społeczną filozofa Jeana-Jacques'a Rousseau. Później został aresztowany i osadzony w więzieniu.
Pracę pedagogiczną Pestalozzi rozpoczął przypadkowo. Kiedy wyszedł z więzienia postanowił poświęcić się rolnictwu. Chcąc dać przykład wysokiej kultury rolnej chłopom, założył gospodarstwo w Neuhofie k. miejscowości Birr w kantonie Argowia. Przez zwiększenie wydajności ziemi pragnął przyczynić się do wyrwania z nędzy chłopów. Jednak ze względu na brak kwalifikacji i zaradności, a wreszcie usytuowanie gospodarstwa na nieużytkach nie był w stanie efektywnie w nim gospodarować i znalazł się na krawędzi upadku. Aby je ratować, sprowadził ubogie i bezdomne dzieci, organizując zakład rolniczo-wychowawczy. Spodziewał się, że w ten sposób uchroni resztki gospodarstwa przed ruiną, gdyż praca dzieci miała nie tylko pokryć koszty ich utrzymania, ale przynieść także określone zyski. Ponadto ten pomysł przyczynił się do pomocy dzieciom, a Pestalozzi chciał zająć się przyjętymi nieletnimi. Przedsięwzięcie to zakończyło się niepowodzeniem, ponieważ zakład został zamknięty. Pestalozzi poświęcił się pracy pisarskiej.

## Twórczość
Wyniesione przez Pestalozziego z Neuhofu doświadczenia pedagogiczne znalazły swój wyraz w rozprawie Wieczory pustelnika (1780). Zamierzał w niej uogólnić i sformułować podstawowe zasady wychowania człowieka, gdzie kładł nacisk na fakt, iż głównym celem wychowania jest rozwój i wyrobienie wewnętrznej siły natury ludzkiej. Propagował także tezę, że każdy człowiek ma prawo do wykształcenia. Według niego prawdziwe człowieczeństwo ma rozwijać się na podłożu wychowywczym, jakim jest rodzina. Dla Pestalozziego to życie i tkwiące w nim momenty uczuciowe stwarzały naturalne oraz najkorzystniejsze warunki wychowania.
Po roku ukazała się nowa praca Leonard i Gertruda. W tej znanej powieści przedstawiającej nędzę i poniżenie nizin społecznych Pestalozzi wyraził pogląd, iż lud może wznieść się na wyższy poziom życia zarówno kulturalnego jak i gospodarczego tylko wyłącznie dzięki pomocy i filantropii warstw wyższych. Powieść ta była głównym osiągnięciem pisarskim Pestalozziego. Jednak niemniej ważnym dziełem był Łabędzi śpiew, na którego złożyły się dwie części: obszerny wykład metody elementarnej i źródeł własnych niepowodzeń oraz koleje własnego życia. Natomiast cel dzieła wyjaśnia Pestalozzi w przedmowie. Składa w nim swoim czytelnikom sprawozdanie o swoich doświadczeniach, osiągnięciach i niepowodzeniach. W dziele tym Pestalozzi używa terminów „nauczanie elementarne” i „idea nauczania elementarnego w znaczeniu postaw wychowania”.
Nauczanie elementarne Pestalozzi rozumie jako zgodne z naturą kształtowaniem sił i skłonności rodzaju ludzkiego. Zaś istotą tego nauczania jest równomierny rozwój wszystkich naturalnych sił człowieka, zgodnie z prawami natury. Pestalozzi zwraca uwagę, iż harmonijny rozwój wszystkich sił natury można jedynie osiągnąć drogą ćwiczenia. Książkę Łabędzi śpiew należny uznać za kluczowe ogniwo twórczości Pestalozziego, gdyż zawiera zarówno wątki pedagogiczne, jak i autobiograficzne.
Pestalozzi zdobył rozgłos pisarski i nadal chciał realizować swoje koncepcje wychowawcze. Nie udało mu się zrealizować swych planów w Szwajcarii, dlatego skierował się ku rewolucyjnej Francji.

## Działalność pedagogiczna Pestalozziego
Johann Heinrich Pestalozzi wstąpił do helweckiego Związku Patriotów i rozpoczął tam ożywioną działalność, pisząc m.in. artykuły publicystyczne, w których atakował łamanie prawa i niewolę ludu. Przez swoje wystąpienia zdobył opinię niebezpiecznego radykała, co sprawiło, że na krótki okres został osadzony w więzieniu. Gdy z niego wyszedł, założył wzorowe gospodarstwo w Neuhofie, które miało być również zakładem rolniczo-wychowawczym dla ubogich dzieci.

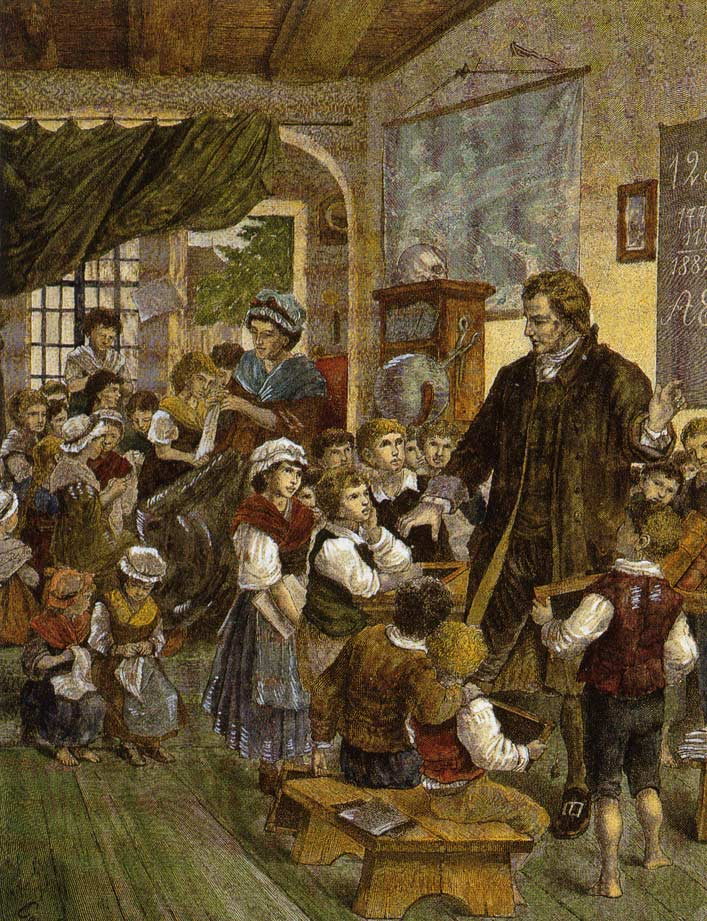
Johann Heinrich Pestalozzi
z żoną Anną w szkole

Pestalozzi pragnął wychować dzieci na użytecznych członków społeczeństwa, które będą umiały zapewnić sobie konieczne środki do życia. Program nauczania w Neuhofie, oprócz czytania i pisania, przewidywał również naukę rachunków oraz kształcenie zawodowe. Dziewczynki uczyły się prowadzenia gospodarstwa domowego, tkania, przędzenia, szycia i uprawy roślin ogrodowych. Chłopcy zaś zaznajamiali się z pracą rolnika, sposobami uprawy roślin, a także uczyli się jak przyrządzić i stosować nawozy. Przystosowanie dzieci do pracy zawodowej nie było jednak głównym celem tej szkoły. Przede wszystkim był nim rozwój sił moralnych i intelektualnych oraz fizycznych wychowanków. Bo to dzięki nimi mogły poprawiać własną sytuację materialną oraz korzystać z praw wolności. Jednakże po pięciu latach istnienia zakład w Neuhofie został zamknięty z powodu braku środków.
W okresie Rewolucji Francuskiej Pestalozzi zgłosił gotowość współpracy z nową władzą, która w 1792 roku przyznała mu honorowe obywatelstwo. Było to wyrazem uznania wyjątkowych zasług w obronie ludu. W 1799 roku powierzono Pestalozziemu kierownictwo zakładu wychowawczego w Stanz bei Landeck, Grins, przeznaczonego dla sierot wojennych. Praca ta była jego pierwszym wielkim sukcesem pedagogicznym. Rezultaty w dziedzinie wychowania i nauczania sierot wojennych przeszły oczekiwania nawet samego Pestalozziego. Utwierdziły go w przekonaniu, że wybrał właściwą drogę. Mimo tego po kilku miesiącach, na początku czerwca 1799 roku, to miejsce pracy z młodzieżą zostało zamknięte i zajęte przez wojsko w celu utworzenia zakładu szpitala. Pestalozzi po krótkich staraniach otrzymał pracę w szkółce ludowej w Burgdorfie. Mając zapewnione poparcie i pomoc finansową rządu, Pestalozzi mógł zająć się doskonaleniem swojego pedagogicznego systemu. Przy zakładzie w Burgdorfie otworzył szkołę „normalną”, czyli seminarium nauczycielskie oraz szkołę ćwiczeń dla kandydatów na nauczycieli, która z czasem przekształciła się w szkołę średnią.
Dzień pracy w Burgdorfie rozpoczynał się wcześnie - między godziną piątą a szóstą rano. Dzieci zaczynały dzień od mycia się przy studni do połowy ciała. Następnie przez godzinę trwała tzw. "nauka moralna", która była zawsze prowadzona przez Pestalozziego. Od godziny ósmej do dwunastej odbywały się lekcje, oddzielały je od siebie siedmiominutowe przerwy. Między godziną dwunastą a czternastą dzieci jadły obiad, a pozostały czas wolny spędzały na grach i zabawach, którym towarzyszyły ćwiczenia fizyczne z przerwą na podwieczorek. Dzień pracy kończyły kolacją, spacerem i naukami Pestalozziego.
W 1804 roku Pestalozzi został jednak zmuszony do przeniesienia zakładu z Burgdorf do Münchenbuchsee w kantonie Berno. Pestalozzi za namową przyjaciół zaprzyjaźnił się z człowiekiem o nazwisku Fellenberg, który prowadził w pobliskim Hofwil zakład wychowawczy oparty na pestalozziańskich wzorach z Neuhofu. Owocem tej przyjaźni było połączenie obydwu zakładów, zakładu w Münchenbuchsee i zakładu w Hofwil. Jednakże po krótkim czasie Pestalozzi został odsunięty od kierownictwa zakładem, co zaowocowało zerwaniem umowy i przeniesieniem swojej szkoły do zamku w Yverdon. Znalazł tam dogodne warunki lokalowe, dzięki którym mógł zorganizować zakład na szeroką skalę. Oprócz szkoły średniej i seminarium dla chłopców został utworzony instytut dla dziewcząt. Popularność teorii pedagogicznych Pestalozziego spowodowała, że do Yverdon licznie zaczęli przybywać cudzoziemcy z Francji, Rosji, Anglii. Zakład zwiedzili między innymi car Rosji Aleksander I i Tadeusz Kościuszko.
Szacuje się, że w seminarium nauczycielskim z metodami dydaktyczno-wychowawczymi Pestalozziego zapoznało się z bezpośrednio 199 zagranicznych praktykantów. Mimo tego od 1812 roku zakład w Yverdon zaczął chylić się ku upadkowi, gdyż coraz bardziej dawały o sobie znać problemy materialne. Trudności pogłębiały konflikty wśród personelu. Pestalozzi był krytykowany za sposób zarządzania placówką i stosowanie własnych metod dydaktycznych i wychowawczych. Ostatecznie Pestalozzi opuścił Yverdon w 1824 r. i powrócił do Neuhofu.

## Poglądy, idee pedagogiczne oraz znaczenie Pestalozziego
Pestalozzi ostro krytykował dotychczasową sytuację oświatową i szkołę feudalną jej organizację i metody. Podstawą teorii wychowania Pestalozziego była idea organicznego rozwoju, któremu ma podlegać każdy człowiek. Twierdził, że głównym zadaniem pedagogiki jest odkrycie praw rozwoju człowieka. Był przekonany, że o rozwoju każdego dziecka decyduje siła intelektualna, fizyczna, a także moralna.
Opierając się na twierdzeniu, że poznanie zmysłowe stanowi fundament wszelkiej wiedzy Pestalozzi przypisywał ogromne znaczenie poglądowości w nauczaniu. Uznał, iż od najwcześniejszych lat dziecko powinno zapoznać się z jak największą ilością przedmiotów i zjawisk. Wszystko po to, by wykształcić spostrzegawczość. Usiłował również wprowadzić do procesu nauczania formy działalności umysłowej takie jak analiza i synteza. Poza tym Pestalozzi wyraźnie pokazał jaką rolę powinien odgrywać nauczyciel. Uważał, że nauczyciel winien nauczać dzieci:
1. widzieć przedmiot, który zjawi się w ich świadomości;
2. zaznajamiać je z kształtem każdego przedmiotu tzn. z jego wielkością i proporcjami;
3. zapoznać je możliwie jak najwcześniej z całym zakresem wyrazów i nazw wszystkich poznanych już przez nie przedmiotów.

Według Pestalozziego nauczanie początkowe powinno być tak zorganizowane, ażeby uczeń przechodząc od elementu do elementu dochodził do poznania całości. Jednym słowem teoria nauczania Pestalozziego zmierza do nadania nauczaniu kształcącego charakteru, aktywizującego uczniów i rozwijającego ich samodzielną działalność umysłową. Pestalozzi podjął gruntową przebudowę szkoły początkowej. Plan nauczania w szkole Pestalozziego obejmował obok nauki czytania, pisania i rachunków elementy geometrii i rysunku, geografii i przyrodoznawstwa. Dzieci wykonywały prace fizyczne w zakresie rolnictwa, gospodarstwa domowego i rzemiosła. Do szkoły przyjmowano dzieci w wieku od lat 5 do lat 13.
Pestalozzi przeciwstawiając się nauczaniu opartemu na "czczej gadaninie" potępiał apsychologiczne szkółki "katechizmu". Uznawał zasadę poglądowości polegającą na nauczaniu opartym na rozwijaniu spostrzegawczości, uszczególnieniu i uogólnieniu cech poznawczych przedmiotów, ale także na nauce logicznego myślenia (analiza i synteza). Ważne dla Pestalozziego było to, by nauka miała lekki i zajmujący charakter jak zabawa. Z nauczania poglądowego Pestalozziego wyrastał nowy kierunek tzw. nauki o rzeczach, dominujący w XIX wieku. Przez naukę o rzeczach rozumie się nauczanie początkowe, które zaznajamia dzieci z ich najbliższym otoczeniu w sposób poglądowy.
Program nauczania szkoły elementarnej wysnuł Pestalozzi z najprostszych elementów: z poznania liczby, kształtu i słowa. Odpowiadać miała temu właśnie nauka geometrii i rachunków, a także rysunków oraz nauka języka. Punktem wyjścia nauczania geometrii miała być linia prosta. Później dopiero dzieci poznawały kolejne linie równoległe, kąty, łuki aż wreszcie figury geometryczne, które mierzono i porównywano, dzielono na połowę na cztery części itd. Tak właśnie dzieci uczyły się ułamków. Do nauczania służyła tablica liniowa. W czasie rysowania dzieci nabywały także wstępne nawyki pisania. Dla Pestalozziego pisanie było "rodzajem rysunku liniowego", do którego używano spostrzegawczości i wyobraźni.

## Kontynuatorzy idei Pestalozziego
W tym kierunku rozwijali pedagogikę Pestalozziego liczni jego zwolennicy i uczniowie w różnych krajach. Spośród nich, dwaj szczególnie wskazali nowe drogi w wychowaniu. Byli to Adolf Diesterweg i Friedrich Fröbel. Nie można również pominąć polskich pedagogów Jana Władysława Dawida i Henryka Wernica.

## Nauczanie wychowujące
Pestalozzi zajmował się dziećmi z ludu, to właśnie z myślą o nich sięgnął do oświeceniowej teorii ogólnego rozwoju i edukacji, która pierwotnie odnosiła się do dzieci z warstw uprzywilejowanych.
Uważał, że najważniejszym zadaniem szkoły jest przygotowanie do życia, jednak nie rozumiane w sposób wąsko utylitarny, ale jako przygotowanie do rozumienia rzeczywistości i odnajdywanie w niej swego miejsca. Twierdził, że szkoła spełni to zadanie, jeśli zatroszczy się o rozwój wszystkich trzech sił ludzkich tj.:
- moralnej – na której wspiera się stosunek do ludzi i świata;
- intelektualnej – zapewniającej umiejętność poruszania się w świecie ludzkim i w świecie przyrody, dzięki właściwemu rozwinięciu zdolności poznawczych;
- fizycznej – będącej podstawą zdolności do pracy.

Główny cel nauczania to rozwijanie moralności i umysłu dziecka. Punkt ciężkości pracy wychowawczej znajduje się w samym dziecku, w jego naturalnych skłonnościach, zdolnościach i siłach.
W teorii nauczania oparł się na nauce o rzeczach, w której zwracał uwagę na trzy czynniki: liczbę – czyli ujmowanie przedmiotu jako całości; kształt – rozmiary, proporcje; słowo – nazywanie przedmiotów. Miały to być podstawowe składniki wszelkiego nauczania. Punktem wyjścia było spostrzeganie i zadaniem nauczyciela było kierowanie tym spostrzeganiem. Liczba, kształt, słowo stanowiły podstawę każdego poznania, dlatego od nich należało jego zdaniem rozpoczynać naukę, poznając świat rzeczy.
Wyróżniał cztery momenty nauczania:
- spostrzeganie przedmiotów;
- kształcenie jasnych wyobrażeń postrzeganych przedmiotów;
- porównywanie przedmiotów, rozwijanie pojęć;
- nazywanie przedmiotów, rozwijanie mowy.

W programie kształcenia kładł nacisk na przedmioty związane z pracą na roli, z rzemiosłem i gospodarstwem domowym. Wprowadził także rysunki do szkoły początkowej. Jego zasługą jest zwrócenie uwagi na działanie w uczeniu się dziecka (rysowanie, mierzenie, wytwarzanie przedmiotów), które odtąd stały się częścią metodyki nauczania.

## Główne prace
- Wieczory samotnika, czasem także nazywane Wieczorami pustelnika (1780).
- Leonard i Gertruda (1781).
- Jak Gertruda uczy swoje dzieci (1801).
- Łabędzi śpiew (1826).

## Upamiętnienie

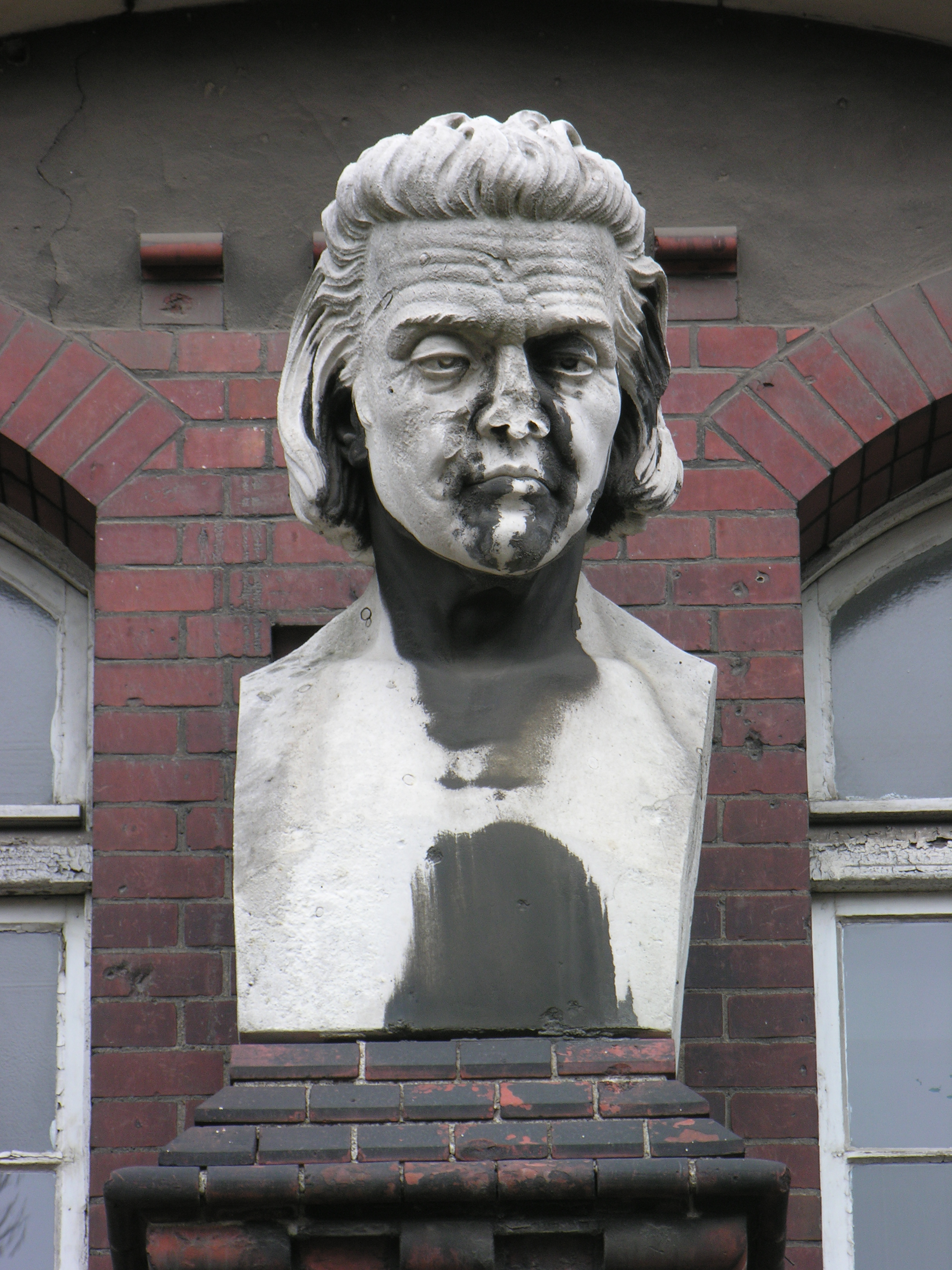
Popiersie Pestalozziego na budynku Szkoły Podstawowej nr 1 we Wrocławiu

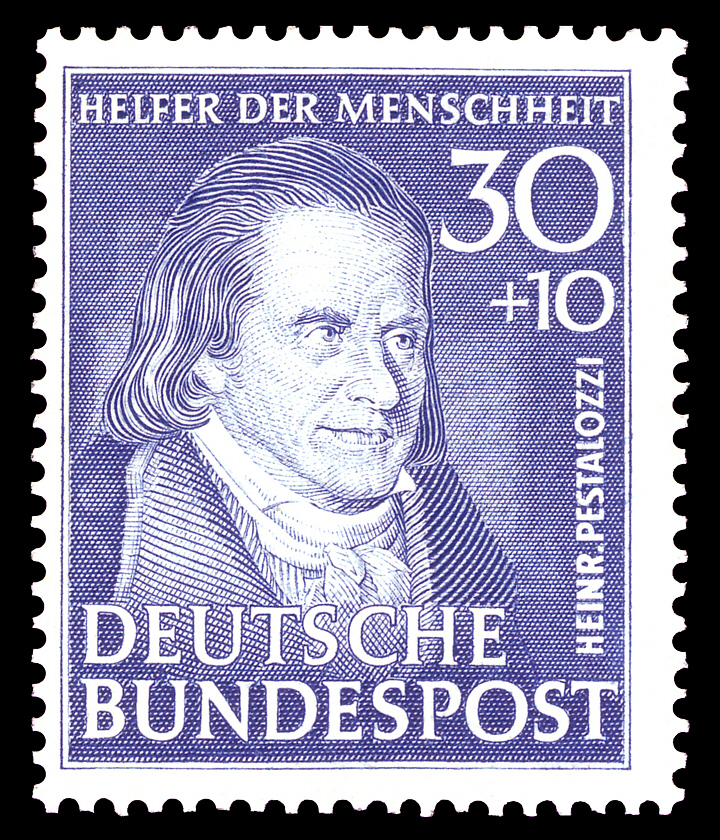
Znaczek pocztowy z 1951 roku

Pestalozzi jest patronem wielu szkół. Szkoły im. Pestalozziego znajdowały się przed wojną we Wrocławiu, Świdnicy, Legnicy, Głogowie, Elblągu i Stargardzie. W Świdnicy i Wrocławiu znajdowały się jego rzeźby, a we Wrocławiu ulica jego imienia. W Gdańsku istniała przed wojną Pestalozzischule. W „Blaszanym bębenku” Güntera Grassa główny bohater Oskar Matzerath rozpoczynał w tej szkole swoją edukację. Dziś w budynku tym mieszczą się II LO i XIX LO, a ulica nazwana jest nazwiskiem Pestalozziego. W Bydgoszczy również znajduje się ulica Pestalozziego, przy której mieści się szkoła budowlana i jej internat. Swoją ulicę Pestalozzi ma też w Elblągu, Zabrzu i we Wrocławiu.